# Fortunato Baldelli
Fortunato Baldelli (Valfabbrica, 6 agosto 1935 – Roma, 20 settembre 2012) è stato un cardinale e arcivescovo cattolico italiano.

## Biografia
Nato a Giomici di Valfabbrica allora diocesi di Gubbio il 6 agosto 1935 compì gli studi ginnasiali nel Seminario Minore di Assisi e quelli filosofici nel Pontificio Seminario Regionale Umbro "Pio XI"  di Assisi. Vinta per concorso la borsa di studio del Pontificio Seminario Pio fondato in Roma da papa Pio IX nel 1853 per i migliori alunni delle diocesi dello Stato Pontificio, si trasferì nel Pontificio Seminario Romano, completando gli studi teologici alla Pontificia Università Lateranense. Ricevette l'ordinazione sacerdotale il 18 marzo 1961 da Giuseppe Placido Nicolini, O.S.B., vescovo di Assisi nella Cattedrale di San Rufino. Ritornato in diocesi come era d'obbligo per gli alunni del Seminario Pio, nel 1964 fu richiamato in Roma a frequentare la Pontificia Accademia Ecclesiastica per il servizio diplomatico della Santa Sede. Dopo diverse esperienze in varie nunziature fu nominato delegato apostolico in Angola e consacrato vescovo dal cardinale Agostino Casaroli nella Patriarcale Basilica Inferiore di San Francesco in Assisi il 23 aprile 1983.
La sua carriera ecclesiastica fu tutta incentrata sulla diplomazia. Iniziò il suo servizio presso le nunziature a Cuba e in Egitto. Fu osservatore permanente della Santa Sede presso il Consiglio d'Europa a Strasburgo. Il 12 febbraio 1983 fu nominato delegato apostolico in Angola, incarico che mantenne fino al 20 aprile 1991. Dal 1985 ricoprì anche l'incarico di pro-nunzio a São Tomé e Príncipe. Fu poi nunzio apostolico in Repubblica Dominicana (1991-1994), Perù (1994-1999) e Francia, dal 19 giugno 1999 al 2 giugno 2009.
In tal data fu chiamato da papa Benedetto XVI a ricoprire l'ufficio di penitenziere maggiore, in sostituzione del cardinale James Francis Stafford, dimessosi per raggiunti limiti d'età.
Presenziò all'incoronazione del principe Alberto II di Monaco il 19 novembre 2005 in qualità di nunzio apostolico e lesse una lettera del Santo Padre nella quale si legittima l'ascensione al trono.
Benedetto XVI lo elevò al rango di cardinale diacono di Sant'Anselmo all'Aventino nel concistoro del 20 novembre 2010.
Il 5 gennaio 2012 Benedetto XVI accettò le sue dimissioni, presentate per raggiunti limiti di età, dall'ufficio di penitenziere maggiore, nominando come suo successore l'arcivescovo titolare di Benevento Manuel Monteiro de Castro.
È morto presso l'Istituto Internazionale del Clero di Roma la sera del 20 settembre 2012 all'età di 77 anni.
Le esequie si sono tenute il 22 settembre alle ore 18 all'Altare della Cattedra della Basilica di San Pietro. La liturgia esequiale è stata celebrata dal cardinale Angelo Sodano, decano del Collegio Cardinalizio. Dopo la cerimonia, il suo corpo è stato trasferito a Casacastalda, dove il vescovo di Assisi-Nocera Umbra-Gualdo Tadino Domenico Sorrentino, ha presieduto una seconda messa di esequie al Santuario della Madonna dell'Olmo di il 23 settembre alle 9. È sepolto nel cimitero di Valfabbrica.

## Genealogia episcopale e successione apostolica
La genealogia episcopale è:
- Cardinale Scipione Rebiba
- Cardinale Giulio Antonio Santorio
- Cardinale Girolamo Bernerio, O.P.
- Arcivescovo Galeazzo Sanvitale
- Cardinale Ludovico Ludovisi
- Cardinale Luigi Caetani
- Cardinale Ulderico Carpegna
- Cardinale Paluzzo Paluzzi Altieri degli Albertoni
- Papa Benedetto XIII
- Papa Benedetto XIV
- Papa Clemente XIII
- Cardinale Marcantonio Colonna
- Cardinale Giacinto Sigismondo Gerdil, B.
- Cardinale Giulio Maria della Somaglia
- Cardinale Carlo Odescalchi, S.I.
- Cardinale Costantino Patrizi Naro
- Cardinale Lucido Maria Parocchi
- Papa Pio X
- Papa Benedetto XV
- Cardinale Papa Pio XII
- Cardinale Eugène Tisserant
- Papa Paolo VI
- Cardinale Agostino Casaroli
- Cardinale Fortunato Baldelli

La successione apostolica è:
- Vescovo Paulino Fernandes Madeca (1983)